# Anamaria Vartolomei
Anamaria Vartolomei   (Frankfurt del Main, 9 d'abril de 1999) és una actriu franco romanesa. Va interpretar el paper de protagonista en la pel·lícula L'esdeveniment.

## Biografia
Vartolomei va néixer el 9 d'abril de 1999 a Bacău (Romania). Amb deu anys va debutar al cinema interpretant un dels papers principals en My Little Princess (2011), al costat d'Isabelle Huppert. Inspirat en la infància de la directora, Eva Ionesco, aquest primer paper li va valer una nominació al premi Lumières a la millor actriu revelació. A l'any següent, en el Festival Internacional de Cinema de Cannes, va ser triada per al cartell de la Setmana de la Crítica. Més tard va interpretar papers secundaris en pel·lícules com Jacky en el regne de les nenes (2014) o L'Idéal (2016). En 2017, va interpretar un dels personatges protagonistes de L'Échange donis princesses.

### L'esdeveniment(2021)
En 2021, va protagonitzar la pel·lícula L'Événement, dirigida per Audrey Diwan i que va guanyar el Lleó d'Or en el Festival de Cinema de Venècia. Per aquest paper, en 2022 va rebre el Lumière a la millor actriu i després el Cèsar a la millor esperança femenina.

### Icona de la moda
Vartolomei és el rostre de la marca d'accessoris Maison Michel, una subsidiària de Chanel, i el rostre dels productes de la línia YAM de la marca Bonpoint.

## Filmografia

### Cinema

#### Llargmetratges
- 2011: La meva princeseta d'Eva Ionesco : Violetta Giurgiu
- 2014: Jacky en el regne de les noies de Riad Sattouf : Zonia, ajudant de camp del Coronel
- 2016: La meva revolució per Ramzi Ben Sliman : Sigrid
- 2016: L'ideal de Frédéric Beigbeder : lena
- 2016: Eternitat de Trần Anh Hùng : Margaux (17-19 ans 19 19 ans)
- 2017: El Sembrador de França Marina : josefina
- 2017: L'intercanvi de princeses de Marc Dugain : Mademoiselle de Montpensier (Louise-Élisabeth)
- 2020: La bona esposa de Martin Provost : albanès
- 2020: Només nens de Christophe Blanc : Lisa
- 2021: L'esdeveniment d'Audrey Diwan: Ana
- 2022: Medusa de Sophie Lévy : Clemència[10]
- 2023: L'imperi de Bruno Dumont